# Alex van Hooff
A.P.J.M. (Alex) van Hooff (Arnhem, 1971) is een Nederlandse ondernemer en natuurbeschermer. Sinds 2004 is hij dierentuin-directeur van het familiebedrijf Koninklijke Burgers' Zoo. 

## Carrière
Alex van Hooff groeide op in Burgers' Zoo in Arnhem, waar zijn ouders directeur waren. Van Hooff studeerde Internationale economie aan de Erasmus Universiteit Rotterdam. Na het overlijden van zijn vader Antoon van Hooff in 2004, werd hij aangesteld als directeur van de dierentuin. Zijn moeder Greet Wierenga bleef als adviseur verbonden aan de directie. Net als zijn vader wil Van Hooff vernieuwen. Onder zijn leiding werden diverse grote vernieuwingsprojecten opgezet. In 2007 werd het Safari Meeting Center geopend en in 2008 het Burgers' Rimba. In 2012 bouwde Van Hooff een overdekte speeltuin en restaurant in de vorm van een Zuid- en Midden-Amerikaans jungledorp. In 2013 mag Van Hooff zijn familiebedrijf Koninklijk noemen, vanwege het 100-jarig bestaan van het park. In juli 2017 werd de ecodisplay Burgers' Mangrove in het park geopend, een nabootsing van een natuurgebied in Belize dat de familie Van Hooff, samen met de Zwitserse Vlindertuin Papiliorama, al ruim dertig jaar beheert. 
Van Hooff vervult naast zijn directeurschap talloze nevenfuncties. Hij is onder andere bestuurslid van de stichtingen Future for Nature, International Tropical Conservation Foundation en van de Federatie Internationale Natuurbescherming. Tevens exploiteert Van Hooff, een café-restaurant in de Rotonde van Musis Sacrum. Dit café-restaurant draagt de naam JANS'.

## Persoonlijk
Van Hooff is getrouwd en heeft drie kinderen. Zelf kwam hij ook uit een gezin met drie kinderen. Samen met zijn vrouw vormt hij de vierde generatie in de geschiedenis van het dierenpark. 